# Fortællende tekst
Den fortællende tekst er fiktiv og har til formål at underholde og danne. Det kan f.eks. være eventyr, myter, fabler, sagn, noveller eller romaner.

## Strukturen
Strukturen er ofte opbygget i et tre-delt forløb
1. Præsentation (harmoni) –  Her præsenteres læseren for de personer, der har betydning for teksten og stedet historien udspringer.
2. Konfliktoptrapning ( kaos) –  Her foregår hovedhandlingen og konklikten bliver synlig. Hovedpersonen går i denne fase typisk igennem en udvikling.
3. Klimaks og forløsning ( reetablering af harmoni) – Her når fortællingen sit højdepunkt ( point of no return) og der kommer en løsning på konflikten/problemstillingen i historien.

Det tre-delte forløb kaldes også for: hjemme- ude- hjemme.
Karakteristiske træk for den fortællende tekst er, at der er konkrete aktører, henholdsvis hoved- og bipersoner. Der er mange detaljer og vi får en del informationer om miljø og personer. 

En fortællende tekst kan være fortalt af en personal, en alvidende, eller en objektiv fortæller. Hvilken fortællertype forfatteren vælger kan have stor betydning for indgangsvinklen i historien.